# Euploea tamis
Euploea tamis är en fjärilsart som beskrevs av Hans Fruhstorfer 1910. Euploea tamis ingår i släktet Euploea och familjen praktfjärilar. Inga underarter finns listade i Catalogue of Life.